# Danish symphony
Danish symphony er en film instrueret af Sune Lund-Sørensen efter eget manuskript. Filmen er fra 1988 og er lavet som en reklame for Danmark til brug i hele verden i forbindelse med erhvervs- og kulturfremstød, og viser en masse bidder af dansk kultur, industri, natur og samfund m.v.

## Handling
Handlingen består af en stribe korte klip fra hele Danmark, der viser byer, landskaber, industri, infrastruktur, kendte danskere, arkitektur, fødevarer. Den er stærkt inspireret af Poul Henningsens danmarksfilm fra 1935, men i modsætning til den indeholder Danish Symphony kun et ord fra manuskriptet: tak. Der forekommer dog en del snak i baggrunden flere steder. Filmen var den første udsendelse på TV 2, da stationen gik i luften 2. oktober 1988 kl. 17.00.
| Tidsindeks            | Handling |
| --------------------- | --- |
| 00:00,000 - 00:08,700 | Indledende tekster. |
| 00:08,700 - 00:13,320 | Eng ved fjord eller bugt. |
| 00:13,320 - 00:15,480 | Gravhøj, Frenderupgård-dyssen, Herrestrup i Odsherred Kommune. |
| 00:15,480 - 00:31,320 | Udsigt over eng ved fjord eller bugt, sommerfugl (dagpåfugleøje), Hvidkalket Husmandssted, Ruser                                                                                                  |
| 00:31,320 - 00:32,840 | Margeritplante på strandbred. |
| 00:32,840 - 00:34,320 | Hvedemark. |
| 00:34,320 - 00:36,200 | Udsigt mod Egebjerg Mølle fra T-krydset Egebjergvej-Søgårdsvej, nord for Egebjerg. |
| 00:36,200 - 00:37,240 | Vindue i hvidkalket husmandssted. |
| 00:37,240 - 00:38,280 | Hvedemark. |
| 00:38,280 - 00:39,200 | Postkasse. |
| 00:39,200 - 00:40,040 | Fodboldbane. |
| 00:40,040 - 00:41,480 | Vasketøj på tørrestativ i privat have. |
| 00:41,480 - 00:43,440 | Fladt cykeldæk. |
| 00:43,440 - 00:44,880 | Piletræ. |
| 00:44,880 - 00:46,120 | Cykeldæk pumpes op. |
| 00:46,120 - 00:47,640 | Skovsø. |
| 00:47,640 - 00:48,520 | Cykeldæk pumpes op. |
| 00:48,520 - 00:49,800 | Vandkunst (bobler i glasrør). |
| 00:49,800 - 00:51,520 | Sejlbåd på vandet. |
| 00:51,520 - 00:57,000 | Mand puster luftmadras op på Bellevue Strand. |
| 00:57,000 - 00:58,320 | Øl hældes i glas. |
| 00:58,320 - 00:59,680 | Mand puster luftmadras op på Bellevue Strand. |
| 00:59,680 - 01:00,600 | Øl bobler i glas. |
| 01:00,600 - 01:02,880 | Fodbold pumpes op. |
| 01:02,880 - 01:04,800 | Michael Laudrup varmer op. |
| 01:04,800 - 01:06,200 | Cykeldæk pumpes op. |
| 01:06,200 - 01:10,200 | Fyrværkeri. |
| 01:10,200 - 01:23,160 | Den Kongelige Livgarde marcherer, trafik (biler og cykler, bus, postbud) på og ved Knippelsbro i København.                                                                                       |
| 01:23,160 - 01:24,320 | Grøn Tuborg. |
| 01:24,320 - 01:25,480 | Den Kongelige Livgarde marcherer i København. |
| 01:25,480 - 01:26,360 | Tuborg påskebryg. |
| 01:26,360 - 01:27,640 | Den Kongelige Livgardes Tambourkorps marcherer i København. |
| 01:27,640 - 01:28,720 | Pølsevogn med hjælpemotor, trækkes gennem København. |
| 01:28,720 - 01:31,640 | Gammeldags hestevogn med bryggerheste og kusk fra Carlsberg foran porten med mottoet: Laboremus pro Patria.                                                                                       |
| 01:31,640 - 01:37,000 | Trafik i København, omkring Knippelsbro, og Københavns Rådhus ved statuen af H.C. Andersen. |
| 01:37,000 - 01:38,040 | Børnehavebørn på trehjulede cykler. |
| 01:38:040 - 01:39,560 | Den Kongelige Livgarde marcherer i København. |
| 01:39,560 - 01:40,720 | Børnehavebarn på trehjulet cykel. |
| 01:40,720 - 01:41,480 | Nærbillede af statuen af H.C. Andersen. |
| 01:41,480 - 01:43:040 | Mand med høj hat på cykel. |
| 01:43,040 - 01:50,160 | Flugt over landskab og fjord, med sejlbåde og svaner. |
| 01:50,160 - 02:01,720 | Storebæltsoverfarten (M/F Kronprins Frederik), interiør fra broen på storebæltsfærge, jernbanehavnen i Korsør, DSB regionaltog på Sjælland (Litra Bns og Bn-v), interiør fra cafeteria på færgen. |
| 02:01,720 - 02:05,120 | Sejlskib (med motor). |
| 02:05,120 - 02:13,120 | Sø og park foran Lykkesholm. |
| 02:13,120 - 02:20,840 | Flugt over landbrugsland og husmandsbrug. |
| 02:20,840 - 02:35,760 | Køer og Dronningborg mejetærskere på dyrskue, smagstest af mejeriprodukt. |
| 02:35,760 - 02:36,840 | Lurblæserne på Rådhuspladsen i København. |
| 02:36,840 - 02:42,320 | Lurpak Smør, Danablu. |
| 02:42,320 - 02:44,760 | Køer og gris i stald. |
| 02:44,760 - 02:56,160 | Bacon og Røde pølser. |
| 02:56,160 - 02:59,880 | Lego (garderfigur). |
| 02:59,880 - 03:01,000 | Livgarder foran sit Skilderhus |
| 03:01,000 - 03:02,720 | Carlsberg Pilsner og små Dannebrogsflag. |
| 03:02,720 - 03:03,720 | Cigar fra C.W. Obel tændes. |
| 03:03,720 - 03:04,760 | Tændstikæske, Tordenskjold sikkerhedstændstikker. |
| 03:04,760 - 03:05,680 | Absalon statuen i København. |
| 03:05,680 - 03:06,600 | H.C. Andersen statuen ved Københavns Rådhus. |
| 03:06,600 - 03:07,520 | Illustration fra H.C. Andersens eventyr Hyrdinden og skorstensfejeren. |
| 03:07,520 - 03:08,440 | Niels Bohr. |
| 03:08,440 - 03:08,960 | Vagabondtegning af Storm P. |
| 03:08,960 - 03:09,960 | Karen Blixen. |
| 03:09,960 -           | |
|                       | |
|                       | |
|                       | |
|                       | |
|                       | |
|                       | |
|                       | |
|                       | |
|                       | |
|                       | |
|                       | |
|                       | |
|                       | |
|                       | |

### Fodnoter
1. 1 2 3 4  Formodentlig Isefjord/Lammefjord.
2. 1 2 3 4 5 6 7 8 9 10  Formodentlig i Odsherred.
3. 1 2  Formodentlig i Tivoli, København.
4. ↑  Formodentlig på Øresund.
5. ↑  Formodentlig en skorstensfejer.
6. ↑  Formodentlig på vestlige Fyn.